# Adams (New York)
Adams è un comune degli Stati Uniti d'America, situato nello Stato di New York, nella contea di Jefferson.